# Atlantis (группа)
«Atlantis» — одна из ведущих венгерских бит-групп середины 60-х годов.

## Ранний период
История этой группы началась ещё в 1961 году, когда будущий студент юридического факультета Будапештского университета Бела Неменьи (Neményi Béla, 1946 г.рожд.) решил создать собственную музыкальную команду, которая играла бы современную молодёжную музыку. В его группу вошли саксофонист Арпад Шельмеци, клавишник Йошка Харци, барабанщик Дьёрдь Нойбауэр, а также бас-гитарист Ласло Шанко (Sánko László, 1947 г. рожд.). В 1961 году друг Шанко прислал ему по почте из США пластинки Литтл Ричарда, и западная музыка стала его основным хобби. В то время в Венгрии только две группы — «Illés» и «Metro» — пытались играть что-то похожее, поэтому обычно парни исполняли то, что написали «Metro» и ранние «Illés». Так как Шанко очень быстро стал лицом команды, группу стали называть «Sánko», но руководителем ансамбля оставался Била Неменьи. Дома у родителей Неменьи был телефон — неслыханная роскошь для тех лет, которая впоследствии очень помогала ему организовывать концерты и заключать контракты на выступления.
Стилистически их ансамбль был наполовину диксилендом, наполовину рок-н-ролл бэндом. Первым крупным их достижением стало выступление в Большом цирке в 1962 году. Другим событием, в котором их группе удалось засветиться, было выступление в рыбацком посёлке Боглар на озере Балатон на сходке хиппи летом 1963 года. Новость об этой сходке распространилась в молодёжной среде Будапешта как пожар, молодёжь толпами рванула на озеро. Но информация дошла до государственных служб, которые запретили поездам останавливаться в Богларе. В итоге организаторы были схвачены полицией, хиппи разогнаны, а многие зрители остались ночевать под открытым небом. Благодаря этой истории «Sánko» стала знаменитой, но в конце августа клавишник и барабанщик оставили команду, и первый состав группы прекратил своё существование.
Несколько позже у Неменьи и Шельмеци возникла идея создать новый ансамбль, в который на этот раз помимо них вошли органист Петер Геллерт (Gellért Péter), гитарист Ласло Ташнади (Tasnádi László) и басист Ференц Бокань (Bokány Ferenc). Последний в то время был одним из немногих венгерских музыкантов, который обучался классической игре на бас-гитаре. Тогда осенью 1963 года они добавили в свой репертуар композиции «The Beatles» и начали выступать в клубе на Табачной улице (Dohány utca). Для новой группы парни сами смастерили себе аппаратуру: колонки, усилители, и даже украли для этого на заводе 12-дюймовые динамики. Весной 1964 года их местом выступлений стал клуб Építők на улице Шандора Петёфи. До середины 1964 года ансамбль носил название «Devils», а потом Ференц Бокань ушёл в «Metro», и команда снова распалась.
Летом 1964 года Неменьи снова объединился с Шанко, и они занялись поисками новых музыкантов. На ключевое место гитариста парни собирались пригласить Тамаша Барту или Тамаша Мерченьи из «Kon-Tiki», но Барта стал участником «Syconor», заменив там младшего брата Неменьи Тибора, а Мерченьи уехал работать за границу. Случайно их одноклассник Ласло Кальман порекомендовал им Белу Радича (Radics Béla, 1946 г.рожд.). Радич в то время был нелюдимым и необщительным парнем, но его отец купил ему чехословацкую гитару красного цвета, и он много практиковался на ней дома. Был слесарем, работал на верфи Acélárugyár и играл в оркестре этого предприятия. Радич был трудолюбивый и ответственный и ради участия в серьёзной команде был готов репетировать по 10 часов в сутки. На следующий день Шанко и Неменьи пришли к Радичу и попросили его сыграть, и, несмотря на то, что у Радича была довольно слабая техника игры, они всё же приняли его в свой коллектив.
Радич привёл с собой барабанщика Иштвана Пинтера (Pintér István) и органиста Дьёрдя Рожньои (Rozsnyói György), которые в то время играли вместе с ним в любительской группе «Nautilus». Отец Рожньои был состоятельным человеком и всячески поддерживал музыкантов: снял им место для репетиций, купил хорошую аппаратуру, финансировал организацию концертов (реклама, плакаты, костюмы) и прочее. (Для сравнения: вокалист Зоран из «Metro» в 1961 году был вынужден продать своё пальто, чтобы оплатить съём помещения под место для репетиций.) Тогда же Шанко и Неменьи расстались с саксофонистом Шельмеци, который был далеко не так хорош, как Золтан Элекеш из «Metro», после чего музыканты приняли решение окончательно перейти в бит-стиль, взяв за образец группу «Scampolo». Парни сосредоточились на хитах «The Beatles» и «Rolling Stones»: «It’s all over now», «A hard days night», «I should have know better», «Hollies» и других.

## Основной период
Первый концерт обновлённой команды прошёл с большим успехом 15 ноября 1964 года в Театре Университета. Музыканты долго не могли решить, какое название им написать на плакате: они хотели, чтобы у их ансамбля было английское имя, понятное всем европейцам, что-то вроде «Omega» или «Metro». Так возникла группа «Atlantis» («Атлантида», в венгерской транслитерации «Atlantisz»). Совместная эффектная игра Радича и Шанко взбудоражила толпу слушателей, в зале царило приподнятое настроение. Про музыкантов говорили, что на тот момент они были лучшими интерпретаторами «The Beatles» в Венгрии. После этого успеха местом выступлений группы стал ДК Ganz-MÁVAG (Дворец Культуры машиностроительных заводов по производству вагонов и локомотивов Ganz и MÁVAG).
В перерыве концерта к ним подошёл Иштван Юхас, представитель звукозаписывающей компании MHV, и предложил сделать запись для пластинки на студии, располагавшейся на улице Rottenbiller в 7-м районе Будапешта. И в начале 1965 года группа записала свой первый мини-альбом из четырёх песен. Эта пластинка записывалась в ужасных условиях: ансамблю дали всего 2 часа студийного времени, к техникам не было прохода, музыканты были отделены друг от друга перегородками, плюс один из них опоздал. К тому же вокалист Неменьи очень плохо знал английский и не умел правильно произносить слова. Но дебютная пластинка «Atlantis» стала хитом, и весной 1965 года группа открыла сезон в престижном клубе Bosch на улице Balzac. В этом клубе парни выступали по воскресеньям, также по субботам они иногда выступали в других клубах, а по будням репетировали. Позднее клуб Bosch стал основным местом выступлений «Illés» и «Syconor». Всего в 1965 году группа записала три подобных мини-альбома, содержавших, в основном, каверы западных исполнителей и бит-фантазии на произведения классиков. Лишь две композиции были собственного авторства: «Atlantis Rock» и «Miért Vagy Szemtelen».
Но уже весной 1965 года у Неменьи назрели конфликты с другими членами ансамбля. С Рожньои у него возникла борьба за лидерство: поскольку отец органиста материально поддерживал группу, парень полагал, что у него есть право решать, в каком направлении группе следует двигаться дальше. А с Радичем у Неменьи произошли расхождения в музыкальных взглядах: Радич хотел играть не «The Beatles», а «Ventures», что, по его мнению, принесло бы больше денег. Но Neményi неизменно подчёркивал, что он руководитель оркестра, и его не интересует мнение тех, кто пришёл после него. В итоге музыканты не смогли долго терпеть это и ушли, оставив Неменьи с одним Шанко, который не хотел играть без своего приятеля. 21 марта 1965 года Радич, Рожньои и Пинтер создали команду «Atlantis № 2». Впрочем вскоре Рожньои вернулся в «Atlantis», а вместо Радича и Пинтера в группу пришли гитарист Шандор Боронкаи (Boronkay Sándor) и барабанщик Андраш Веселинов (Veszelinov András), который в то время считался одним из лучших барабанщиков Венгрии.
26 ноября 1965 года Шанко ушёл в армию, где служил вместе с Режё Хёнигом и Лайошем Чухой, и в составе «Atlantis» его заменил Зольтан Беке (Beke Zoltán). Чуть позднее Шандор Боронкаи дезертировал, и на его место вернулся Бела Радич. В получившемся составе группа записала танцевальный сингл «Csak fiataloknak» для Марты Бенце и сопровождала Вильмошта Хорвата с песней «Gitárom pengetem» на Táncdalfesztivál'66. В 1966 году группа была на подъёме: музыканты записали шесть новых синглов, засветились в двух фильмах («Közbejött apróság» и «Fény a redóny mögött»), вели собственное шоу на телевидении и совершили два ORI-тура. В то время только «Metro» и «Illés» были их конкурентами, поскольку «Omega» ещё не была широко известна, а «Scampolo» и «Syconor» были уже на излёте своей популярности.
В конце 1966 года в команде назрел очередной конфликт: воспользовавшись отсутствием Шанко, музыканты опять захотели продолжать выступать дальше без Белы Неменьи, но тот защитил название «Atlantis» в судебном порядке, поэтому уйти пришлось остальным участникам. В итоге Бела Радич, Дьёрдь Рожньои и Золтан Беке образовали собственный бит-ансамбль «Pannónia», а Андраш Веселинов ушёл в «Scampolo». А в составе «Atlantis» появились бас-гитарист Петер Шипош (Sipos Péter) из «Syconor», гитарист Миклош Черба (Cserba Miklós), барабанщик Йожеф Ковач (Kovács József), органист Янош Ираник (Iránik János) и саксофонист Иштван Элекеш (Elekes István). В начале следующего года Петер Шипош ушёл в «Hungária», и бас-гитаристом стал Дьюла Тиханьи из «Nivram». Этот состав записал сингл «Ásó-kapa», который стал первым в линейке пластинок с новым заводским покрытием. С композицией «Drága bakter úr» летом 1967 года группа приняла участие в Táncdalfesztivál’67 и дошла до финальной части конкурса, а Неменьи также принял участие в первом венгерском Pol-Beat Fesztivál, исполнив песню «Ki ölte meg Kennedyt?». Этот фестиваль проходил в Театре Комедии за две недели до Táncdalfesztivál’67, его ведущим был S. Nagy István. Песня «Кто убил Кеннеди?» получила приз зрительских симпатий.
В ноябре 1967 года Шанко демобилизовался и вместе с барабанщиком Режё Хёнигом, бас-гитаристом Лайошом Чухой и ритм-гитаристом Йожефом Херцегом создал команду «Sánko Beat Group». Первое их выступление состоялось в клубе Danuvia, и Шанко играл на нём ещё в армейской форме. Парни буквально взорвали музыкальное сообщество Будапешта, так как пробовали играть «Led Zeppelin» и Джими Хендрикса, когда другие группы всё ещё играли «The Beatles» и «Rolling Stones». Через какое-то время гитаристом стал Габор Уйхейи, а в начале 1968 года — Бела Радич. Но к тому времени Радич уже начал понемногу выпивать: ему был необходим стакан коньяка, чтобы расслабиться перед выступлением и чувствовать себя на сцене не скованно. В результате Шанко предпочёл вернуться в «Atlantis» на место Дьюлы Тиханьи, который был вынужден уйти в «Szivárvány», а Радич создал свою собственную группу «Sakk-Matt», в которую вошли в том числе Режё Хёниг и Лайош Чуха. В том же году Янош Броди из «Illés», мать которого работала в правительстве секретарём по делам культуры, чтобы вставить палки в колёса конкурентам, протолкнул закон, который запрещал группам записывать пластинки на английском языке.
Концерты «Atlantis» тогда состояли из двух отделений: в первом выступало трио Миклош Черба — Йожеф Ковач — Ласло Шанко, которое исполняло Хендрикса, а во втором к ним присоединялся вокалист Янош Кралич (Králich János), который временно замещал Неменьи и был не очень хорош. Вскоре Миклоша Чербу заменил гитарист Петер Хонка (Hanka Péter) из «Nivram». С песней «Kínai fal» группа в составе Неменьи-Шанко-Хонка-Ковач выступила на летнем Táncdalfesztivál’68. Затем летом 1968 года их команда продала старое оборудование, но из-за долгов и экономического кризиса в стране не смогла быстро приобрести новое. Только в начале 1969 года у них снова всё завертелось. К тому времени половина её участников опять ушла, а и на их места пришли гитарист Тамаш Надь (Nagy Tamás) и клавишник Аттила Чиба (Csiba Attila). Петер Хонка, которого сменил Тамаш Надь, перешёл в команду «Juventus»; позднее он был признан лучшим гитаристом «Atlantis», не считая Радича.
Однако конец 1969 года стал концом «Атлантиды». Бела Неменьи принял решение уйти из мира музыки и поступить в Колледж внешней торговли. «Бит-музыка — это, конечно, весело, но пора стать серьёзнее» — заявил он. В 1970 году Неменьи отказался от названия «Atlantis» и передал права на него бас-гитаристу Аттиле Даньи из «Scampolo», который пригласил в команду клавишника Матиаша Варконьи, барабанщика Габора Фекете и гитариста Дьюлу Фекете, ранее игравших в «Zé-Gé», и саксофониста Дьюлу Юхаса из «Memphis». Однако их команда просуществовала всего лишь около года, после чего Аттила Даньи объявил о распаде «Atlantis». Матиаш Варконьи ушёл в «Generál», а братья Фекете — в «Hungária». Ласло Шанко в 1972 году выступил на озере Балатон с клавишником «Metro» Отто Шёкком, после чего тоже окончательно ушёл из мира музыки. В 1977 году Аттила Даньи продал права на название «Atlantis» Имре Лучеку, и уже совершенно новые музыканты пытались работать под этим именем дома и за рубежом. В 2012 году историю группы «Atlantis» 1963-67 годов в деталях изложил в своей книге «Radics Béla a beatkorszakban» известный венгерский музыкальный обозреватель Чаба Балинт.

## Синглы и мини-альбомы
1965 — Should Have Known Better / Shakin' All Over / Hindu dal / Atlantis Rock 

1965 — Rock and Roll Music / Trubadúr parafrázis / What Do I Say / A dongó 

1965 — Wooly Bully / Don Quijote / Hold Me / Szöcske 

1966 — Téli szerelem (совместно с «Hóember») 

1966 — Csak fiataloknak / Cowboynadrág (совместно с Bencze Márta) 

1966 — Henry VIII / Michelle 

1966 — Jól érzem magam / Gitárom pengetem (совместно с Horváth Vilmost) 

1966 — Do You Want To Dance / Little Honda / Bits And Pieces / Miért vagy szemtelen? 

1966 — Inside Looking Out / At The Scene 

1966 — Banjo Girl (совместно с Zalatnay Sarolta) 

1967 — Holnap délután ötkor / Múló nyár / Álomvilág / Ásó-kapa 

1967 — Nem Értem A Fiúkat / Foxi Maxi Matróz Lett 

1967 — Drága bakter úr (на второй стороне — Szécsi Pál: «Édes öregem») 

1967 — Annyi a fájdalom (совместно с Dékány Sarolta) (на второй стороне — Magay Klementina & Atlasz: «Kettő, egy, fél») 

1967 — Nem vagyok én Ivanhoe / Kislány, gyere velem sétálni 

1967 — Ki ölte meg Kennedyt? 

1968 — Kínai fal / Sírva és nevetve 

1969 — Nem vagy te nagyúri dáma / Dupla vagy semmi 

1969 — Visszajössz Te még? / Hahó 

1970 — Hétfejű sárkány